# Береника (майка на Агрипа)
Вижте пояснителната страница за други личности с името Береника.
Береника (Berenike; * след 33 пр.н.е. в Йерусалим; † преди 23 г. в Рим) е майка на Ирод Агрипа I. Тя е племенница на Ирод Велики и баба на Береника, годеницата на римския император Тит.
Береника е дъщеря на влиятелната Саломе I и Костобар. Майка и́ е единствената сестра на Ирод Велики. Баща и́ е 34 пр.н.е. управител на Идумея и Газа и през 28 пр.н.е. е екзекутиран от Ирод.
Береника се омъжва (15 – 16 годишна) през 18/17 пр.н.е. за нейния братобчед, юдейския принц Аристобул IV (35 – 7 пр.н.е.), който е син на Ирод Велики и втората му съпруга Мариамна от династията Хасмонеи. Двамата са родители на:
- Ирод Агрипа I (* 10 пр.н.е.; † 44 г.), от 37 г. до смъртта си цар на Юдея.
- Ирод от Халки, по-късният владетел на царство Халки (44 – 48 г.).
- Аристобул Младши († сл. 44 г.), женен за Йотапа, дъщерята на цар Сампсигерам II от Емеса
- Мариамна III, омъжва се за чичо си Ирод Архелай.

През 7 пр.н.е. нейният съпруг Аристобул IV и брат му Александър са обвинени от баща им за планове за преврат и екзекутирани.
Береника се омъжва през 6 пр.н.е. за Теудион, който е брат на Дорис, първата съпруга на Ирод Велики.
Теудион и Антипатър (най-големият син на Ирод Велики) заради планове за заговор са екзекутирани през 5/4 пр.н.е.
След смъртта на Ирод Велики през 4 пр.н.е. Береника (вече 29-30-годишна), с майка си Саломе I придружа Ирод Архелай, съпруга на дъщеря и́ Мариамна, до Рим при император Август. Береника не се връща отново в Юдея, а остава в Рим, където се ползва с уважението на императорския двор. Тук расте и синът и́ Агрипа I, който е възпитаван заедно с Друз Младши (синът на Тиберий), и бъдещия император Клавдий. Береника се сприятелява особено много с Антония Млада, съпругата на Друз Стари.